# Severní pól-1

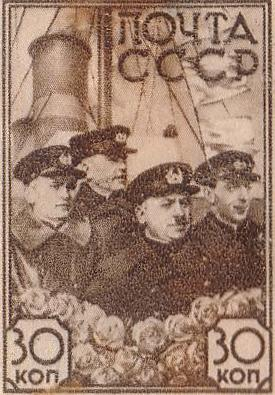
Sovětská poštovní známka se členy polární stanice Severní pól-1 na palubě ledoborce Taymyr

Severní pól-1 (rusky Северный полюс-1) byla první sovětská plovoucí stanice na ledové kře v Severním ledovém oceánu určená k výzkumu Arktidy. O založení stanice bylo rozhodnuto 21. května 1937. Vybudována a oficiálně otevřena byla 6. června asi 20 km od Severního pólu členy expedice Sever, které velel Otto Juljevič Šmidt. Čtyřčlenná posádka pod vedením I. D. Papanina byla na ledovou kru se stanicí dopravena letecky z Rudolfova ostrova v Zemi Františka Josefa. Kromě Papanina posádku tvořili hydrobiolog Petr Širšov, radista Ernst Krenkel a geofyzik Jevgenij Fjodorov. Stanice byla v provozu devět měsíců (274 dnů). Kra, na které stanice stála, za tuto dobu urazila 2 850 km a dostala se až k východnímu pobřeží Grónska, kde účastníky expedice 19. února 1938 vyzvedl ledoborec Tajmyr a Murman. Do Leningradu se vrátili 15. března na palubě ledoborce Jermak. Všichni účastníci obdrželi vyznamenání Hrdina Sovětského svazu.